# Stadion KS Sprint w Bielsku-Białej

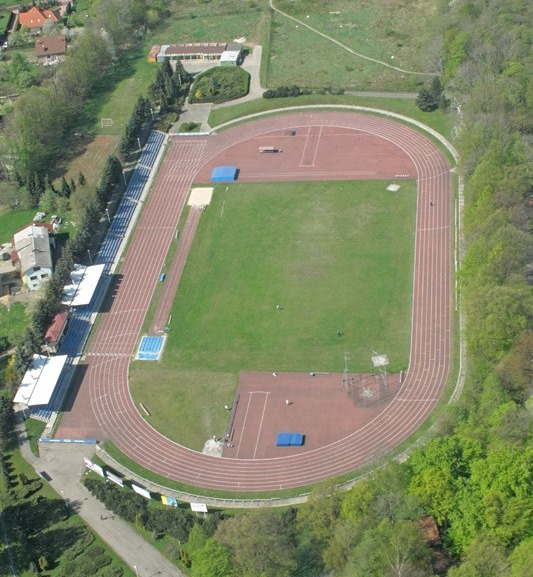
Stadion KS Sprint

Stadion Klubu Sportowego Sprint – stadion lekkoatletyczny zlokalizowany w Bielsku-Białej przy ulicy Jaworzańskiej. Właścicielem obiektu jest klub sportowy "Sprint". Budowa stadionu rozpoczęła się 10 września 1986 roku, a gotowy obiekt oddano do użytku 22 czerwca 1987 roku. W 2000 roku została przeprowadzona modernizacja obiektu. Stadion wielokrotnie gościł różne imprezy lekkoatletyczne m.in. mistrzostwa Polski seniorów w 2003 oraz młodzieżowe mistrzostwa Polski w 2009. W 2010 roku odbyły się tutaj po raz drugi seniorskie mistrzostwa kraju. Od 2002 roku rokrocznie stadion gości mityng Beskidianathletic.